# Chamlong Srimuang
Chamlong Srimuang (em tailandês:  จำลอง ศรีเมือง; 5 de julho de 1935) é um controverso ativista político tailandês e ex-oficial do exército.
Fundou e liderou o Partido Phalang Dharma, foi governador de Banguecoque durante seis anos, liderou a luta antigolpista contra a sublevação militar de Maio de 1992 e é um dos líderes da Aliança Popular para a Democracia, um grupo criado para se opor ao então primeiro ministro Thaksin Shinawatra. Apoiou o Conselho para a Reforma Democrática, a junta militar que derrubou Thaksin num golpe de Estado em 2006, e liderou o movimento contra o primeiro-ministro Samak Sundaravej a partir de Junho de 2008. É um budista devoto e apoiante da controversa seita Santi Asoke, celibatário, vegetariano e afirma não ter posses mundanas.
Graduou-se na Academia Militar Real de Chulachomklao. Lutou contra as guerrilhas comunistas no Laos e mais tarde na Tailândia contra a insurgência muçulmana no sul. Foi um líder da camarilha militar chamada "Jovens Turcos", foi acusado de participar do massacre contra estudantes da Universidade Thammasat em 1976 e participou do golpe de Estado que permitiu a Kriangsak Chomanan assumir o governo no ano seguinte.
Foi secretário pessoal do General Prem Tinsulanonda e em 1990 venceu as eleições para governador da capital. Após o golpe de Estado de Suchinda Kraprayoon em 1991, renunciou ao cargo de governador. Durante o governo de Thaksin Shinawatra, tornou-se um dos líderes da Aliança Popular para a Democracia que se opôs a Shinawatra e apoiou o golpista Sonthi Boonyaratglin e o primeiro-ministro Surayud Chulanont, que o derrubou.
Srimuang é conhecido por apoiar muitos golpes de Estado no seu país e, após as eleições de 2007 que deram a vitória a Samak Sundaravej, Chamlong liderou a Aliança Popular contra o novo primeiro-ministro, acusando-o de corrupção.